# Gare de l'aéroport de Francfort-sur-le-Main
Pour les articles homonymes, voir Gare de Francfort.
Ne doit pas être confondu avec Gare régionale de l'aéroport de Francfort-sur-le-Main.
 (août 2009).
Si vous disposez d'ouvrages ou d'articles de référence ou si vous connaissez des sites web de qualité traitant du thème abordé ici, merci de compléter l'article en donnant les références utiles à sa vérifiabilité et en les liant à la section « Notes et références ».
La gare de l'aéroport de Francfort-sur-le-Main (en allemand : Frankfurt (Main) Flughafen Fernbahnhof) est une gare ferroviaire allemande qui dessert l'aéroport de Francfort-sur-le-Main, le plus important du pays.

## Histoire
La nécessité d'une deuxième gare à l'aéroport est apparue lors de la construction de la ligne à grande vitesse entre Cologne et Francfort-sur-le-Main.

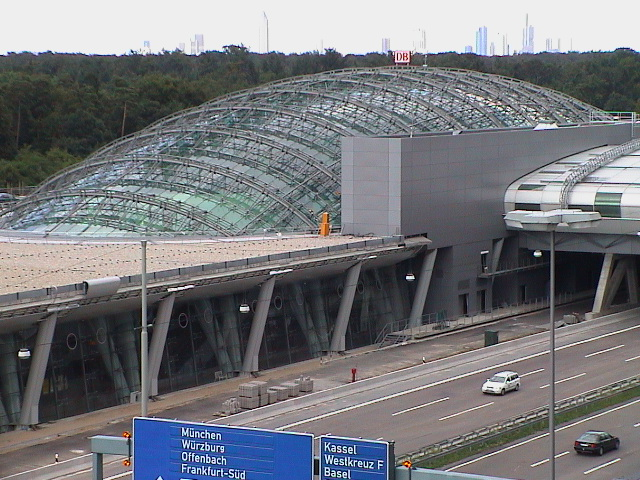
La gare vue de l'extérieur, avant la construction du The Squaire.

La gare, recouverte par une coupole en verre, se trouve à côté du terminal 1 ; elle est atteinte à pied par un viaduc enjambant l'autoroute fédérale A3. Cet ouvrage d'art, long de 700 m et large de 50 m, a été ouvert en 1999 après quatre ans de travaux. Il a coûté environ 200 millions d'euros.
La première pierre pour la construction de l'Airrail Center Frankfurt a été posée le 1er mars 2007. Inauguré en 2011, il s'agit alors de l'immeuble disposant de la plus grande surface utile en Allemagne, avec ses 140 000 m2 ; il contient des bureaux et des hôtels. Implanté au-dessus des voies ferrées, il entoure la coupole de la gare.

### Accueil

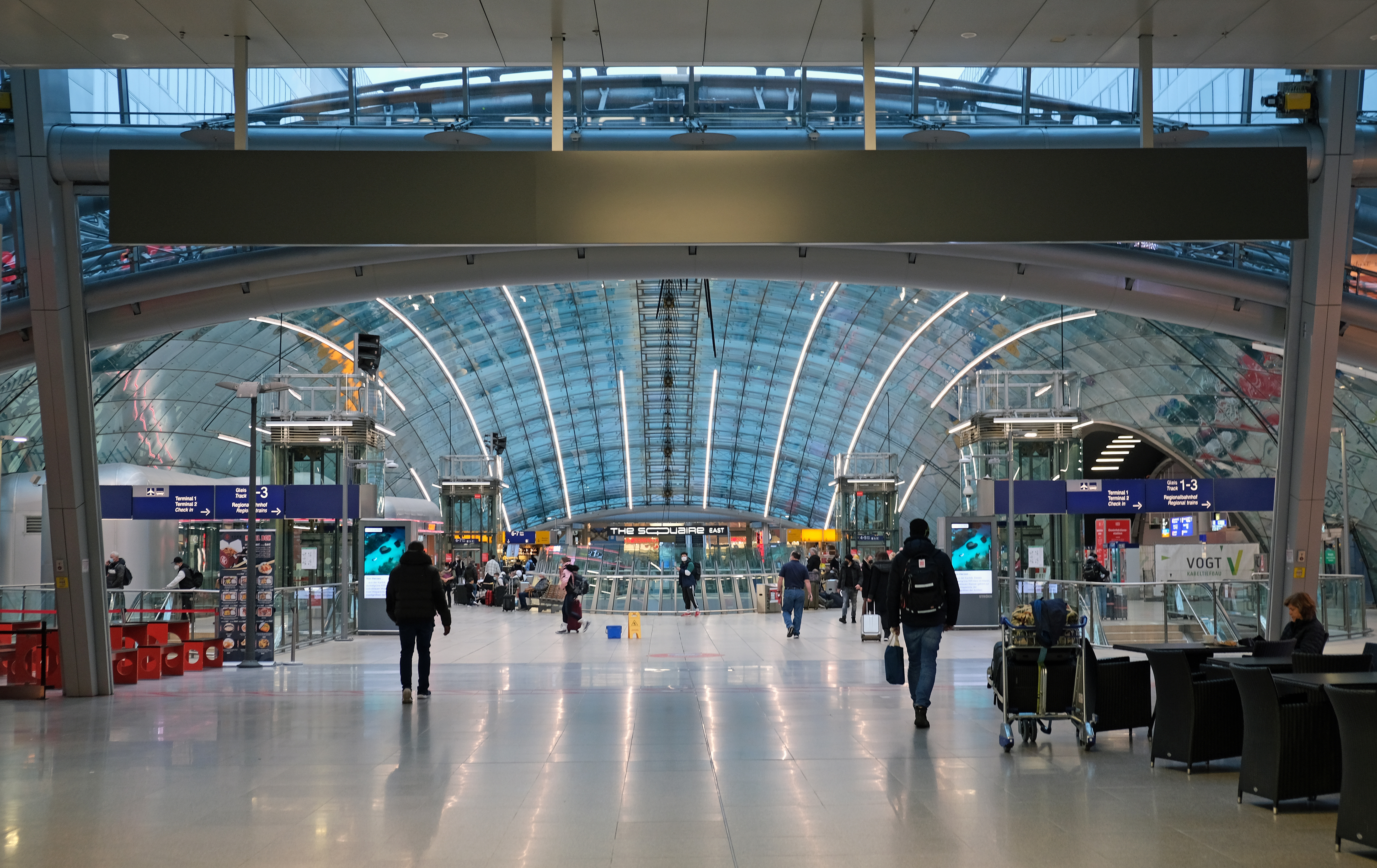
Hall de la gare.

## Service des voyageurs

### Desserte
La gare est destinée au service de grandes lignes nationales, avec les services IC, EC, ICE et Flixtrain. Les villes desservies sont entre autres Cologne (en 1 h), Stuttgart (1 h 14) ou Karlsruhe (1 h).
Des trains internationaux permettent aussi de relier la gare à Zurich, Bâle et Berne principalement, mais aussi Amsterdam, Bruxelles, Utrecht, Liège, Arnhem et Vienne.
Le trafic local dessert uniquement la gare régionale de l'aéroport. Ainsi, cette dernière comporte les voies 1 à 3, tandis que la gare de grandes lignes comporte les voies 4 à 7 (Fern 4 à Fern 7).

### Intermodalité
Certaines compagnies aériennes (notamment la Lufthansa) proposent d'effectuer l'enregistrement juste à la sortie de la gare (sur le pont), ce qui est plus rapide que dans l'aéroport[réf. nécessaire].